# Dragon Crystal
Dragon Crystal (ドラゴンクリスタル ツラニの迷宮) est un jeu vidéo produit sur Master System et Game Gear. Il est dérivé des jeux de type rogue-like, avec une interface graphique intuitive. Le jeu sera aussi disponible en Mars 2012 sur le Nintendo eShop de la Nintendo 3DS.

## Système de jeu
Le jeu débute en plein milieu d'un niveau en labyrinthe dont vous ne voyez que ce que vous avez déjà exploré (le fameux "fog of war") et vous devez explorer le moindre recoin de ce labyrinthe pour trouver la sortie vers le niveau suivant. Le jeu comptabilise 30 niveaux en tout. Chacun de ces 30 niveaux (y compris le premier), sont complètement générés aléatoirement donc en ce sens, chaque niveau joué le sera pour la première et dernière fois. Quand vous aurez complété les 30 niveaux, vous gagnerez. Aléatoirement disposés dans les niveaux, il y a les armes, armures, potions, bagues, baguettes magiques, nourriture, argent et bien sûr les ennemis à combattre. Si vous marchez longtemps sans ramasser de nourriture, vous mourrez de faim. L'argent est utilisé pour "revivre" (Permet donc de recommencer au niveau où vous êtes mort). Le prix augmente en fonction du temps passé sur le jeu et du niveau auquel vous vous trouvez et de la façon dont vous êtes mort.

## L'histoire
Vous êtes en train de faire du vélo par un bel après-midi, vous tournez dans une ruelle que vous n'aviez jamais vue auparavant. Vous vous retrouvez devant une boutique d'antiquités et vous y entrez. À l'intérieur, vous êtes attiré par une mystérieuse boule de cristal posée sur une étagère... Quand vous vous approchez de la boule de cristal et regardez dedans, une force vous pousse à l'intérieur et vous vous évanouissez. À votre réveil, vous vous retrouvez dans une forêt avec un grand œuf vous suivant comme votre ombre. Très rapidement vous réalisez que cette forêt est en fait un immense labyrinthe rempli de dangereuses créatures ! Par chance vous trouvez quelques armes, et d'autres objets éparpillés autour de vous, que vous utilisez pour combattre les monstres. Le seul chemin pour sortir de cet endroit est de continuer plus loin, tuer les monstres et monter de niveau.

## Une suite?
Il existe une suite appelée humblement Dragon Crystal II sur Game Gear ; plus tard, une rumeur a circulé que le titre serait aussi porté sur téléphone portable.

## Accueil
| Dragon Crystal  |      |       |
| Média           | Nat. | Notes |
| Dragon Magazine | US   | 5/5   |